# Miklós János
Miklós János (Székesfehérvár, 1950. június 12.–) Magyar Ezüst Érdemkereszttel kitüntetett magyar szobrász, keramikusművész.

## Életútja
Fejér vármegyében, Úrhidán él és alkot. Mestereinek Áron Nagy Lajos festőművészt,  Kun Éva keramikus művészt és Nagy Benedek Archiválva 2023. szeptember 4-i dátummal a Wayback Machine-benszobrászművészt tartja.
A magyarság több mint ezer éves történetét feldolgozó, többrétegű mondanivalót hordozó alkotásaiban érthető, de modern gondolatisággal hozza közel a mai kor emberéhez múltunkat.  
Alkotói pályája során sok műfajt, technikát és anyagot kipróbált. Kiművelte a kerámiaszobrászat, kerámiagrafika és kerámiafestészet lehetőségeit, friss és újszerű műveket alkotott ezáltal. Térplasztikái az egyetemességet, az ember számára csak közvetetten érzékelhető világ egységét, rendjét, a lét törékenységét sugallják.

## Művészeti tagság
- Magyar Alkotóművészek Országos Egyesülete (MAOE)
- "Parázs" Képző- és Iparművészeti Egyesület
- Székesfehérvári Művészek Társasága[3]
- Magyar Képzőművészek és Iparművészek Szövetsége – Kerámia Szakosztály[4]
- Vörösmarty Társaság[5]

## Kiállításai (válogatás)

### Egyéni
- 1994 – Szabadművelődés Háza, Székesfehérvár
- 1997 – Vörösmarty Színház, Székesfehérvár
- 2000 – Pelikán Galéria, Székesfehérvár
- 2000 – Nagy Gyula Galéria, Várpalota
- 2002 – Öreghegyi Közösségi Ház, Magyar Kultúra Napja, Székesfehérvár
- 2007 – Városi Könyvtár, Székesfehérvár
- 2008 – Málczai Márky Béla köztéri emlékmű avatása, Székesfehérvár
- 2009 – Úrhida Tájház
- 2010 – Vörösmarty Terem, Székesfehérvár (Kocsis Balázs szobrásszal)
- 2011 – Kerámiafestmények,[6] Pelikán Galéria, Székesfehérvár[7]
- 2015 – Öreghegyi Közösségi Ház, Magyar Kultúra Napja, Székesfehérvár[8]
- 2016 – Közösségi Ház, Vereb
- 2017 – Mit műveltem, mit művelek c. kiállítás,[9] Szent Korona Galéria, Székesfehérvár[10]
- 2018 – Magura c. kiállítás a Magyar Kultúra Napja alkalmából, Mór, Lamberg-kastély[11]
- 2019 – Fuvallatok c. kiállítás Szabadművelődés Háza, Székesfehérvár
- 2020 – A jövő régészeti leletei c. kiállítás,[12] Pelikán Galéria, Székesfehérvár[13]
- 2025 - A hónap műtárgya 2025 április: Tört/én/elem c. raku technikával készült, tudatosan tört darabokból összeállított magas tűzön égetett kerámia térplasztika - kiállítva: Szent István Király Múzeum, Koronázó Bazilika Nemzeti Emlékhely Látogatóközpont
- 2025 - Tükröződés c. kiállítás[14], Pelikán Galéria, Székesfehérvár

### Csoportos
- 1984 – Megyei Művelődési Központ, Székesfehérvár
- 1992 – Parázs Csoport kiállítása, Rudnay Gyula Galéria, Eger
- 1993 – Csók István Galéria, Budapest
- 1995 – Fejér megyei Őszi Tárlat, Szent István Király Múzeum, Székesfehérvár
- 1996 – Millecentenáriumi Tárlat, Pelikán Galéria, Székesfehérvár
- 1997 – Székesfehérvári Képzőművészek Szentgyörgy Napi Tárlata, Sepsiszentgyörgyi Székely Nemzeti Múzeum, Románia
- 1998 – Fehérvári Tárlat, Egyetemi Galéria, Veszprém,
- 1998 – A 10 éves Parázs Csoport Kiállítása, A Közművelődés Háza, Kortárs Galéria Tatabánya
- 2000 – "Magyarország 1000 – és Európa 2000 éve", Magyarpolányi Művelődési Ház, Magyarpolány
- 2000 – Mezőgazdaság a képzőművészetben, Magyar Mezőgazdasági Múzeum, Budapest
- 2000 – II. Nemzetközi Művészeti Szimpozion, Szabadtéri Kisplasztikai Kiállítás Szekszárd
- 2000 – 1000 év – Magyar szentek, Kecskeméti Képtár, Kecskemét Cifrapalota
- 2000 – A magyar Kereszténység 1000 éve, Kortárs egyházművészeti kiállítás Moldvay Győző Galéria, Hatvan
- 2001 – Keramikusművészek kiállítása – Újlipótvárosi Klub-Galéria, Budapest
- 2001 – "Magyarország 1000 – és Európa 2000 éve", Bajor Gizi Közösségi Ház, Balatonföldvár
- 2001 – Ipar – Művészet Milleniumi Kiállítássorozat a Műcsarnokban, Budapest
- 2001 – Székesfehérvári és veszprémi művészek kiállítása , Székely Nemzeti Múzeum, Sepsiszentgyörgy, Románia
- 2001 – Pelso 2001 Balaton Galéria, Keszthely
- 2002 – Parázs Csoport Kiállítása, Nemzetközi Kerámiastúdió Kiállítóterme, Kecskemét
- 2002 – XVII. Országos Kerámia Biennálé, Pécsi Galéria, Pécs
- 2003 – 12. Nemzetközi Kerámia Fesztivál, Hüfingen Városháza, Németország
- 2003 – Székesfehérvári Művészek Kiállítása, Cento, Olaszország
- 2004 – Két-Más, Pelikán Galéria, Székesfehérvár
- 2005 – Megyei Tárlat, Uitz Terem, Dunaújváros
- 2007 – Seuso Kiállítás, Polgárdi
- 2008 – Vörösmarty Társaság Képzőművészeti Szekció Kiállítása, Vörösmarty Terem, Székesfehérvár
- 2008 – Fehérvár Szalon, Szent István Művelődési Ház, Székesfehérvár
- 2008 – Móri Művésztelep Kiállítása, Pelikán Galéria, Székesfehérvár
- 2009 – Parázs Csoport 20 éves Jubileumi Kiállítása, Mednyánszky Galéria, Budapest
- 2011 – XXII. Őszi Kerámia Tárlat, Magyar Alkotóművészek Háza, Budapest
- 2012  - Atelier Art Gallery, London, Nagy Britannia[15]
- 2012 XXIII. Őszi Kerámia Tárlat, Magyar Alkotóművészek Háza, Bp
- 2013 XXIV. Őszi Kerámia Tárlat Budapest Magyar Keramikusok Társaságának összegző tárlata a TIT Zsombolyai úti épületében
- 2014 – "Labirintus", MAOE kiállítás Művészet Malom, Szentendre
- 2014 – XXV. Őszi országos kerámia tárlat, Budapest
- 2015 XXVI. Őszi Kerámia Tárlat, MKISZ Andrássy úti Galéria Bp
- 2015 HARMÓNIA, MAOE kiállítása a Művészet Malomban, Szentendre
- 2016 Hommage á Malonyai Budapest Duna Palota
- 2016 – Galeria Zpap Pierwszke Pietro, Opole, Lengyelország
- 2016 XXV. Festum Varadinum, Székesfehérvári Művészek Társasága, Nagyvárad
- 2017 – Káosz és Rend, MAOE kiállítás, Szeged, REÖK Palota
- 2017 Rönkfeszt Faszobrász Szimpózium A Szabadművelődés Háza Székesfehérvár
- 2017 25 éves a Székesfehérvári Művészek Társasága Átiratok Szent István Király Múzeum, Székesfehérvár
- 2018 XXX. Őszi Kerámia Tárlat MKISZ, Andrássy úti Galéria, Bp
- 2018 Keresztmetszet, MAOE kiállítás, Gaál Imre Galéria, Budapest
- 2019 –  12. Országos Kerámia és Gobelin Biennálé, Balaton Múzeum, Keszthely
- 2019 – Dimenziók c. MAOE kiállítás REÖK Palota, Szeged
- 2019 – XXXI Őszi Kerámia Tárlat, MKISZ Budapest
- 2020 – Legyőzött határok kiállítás, Aba Novák Agóra Kulturális Központ, Szolnok
- 2021 – Horizont, MAOE Képző-, Ipar- és Fotókiállítása
- 2022 – Angyalok őrizzenek című adventi kiállítás a Kecskeméti Katona József Múzeum művészeti gyűjteményéből, Kecskemét
- 2023 – Velencei-tavi Galéria, MAOE Fejér vármegyei képzőművészek nyári tárlata, Agárd
- 2023 – Fejér vármegyei tárlat, Csók István képtár, Székesfehérvár
- 2024 - Víz és fény - a Fejér vármegyei képzőművészek kiállítása, Gárdony, Velencei tavi Galéria (Kiállítva: Örvényben 1-2. című mázas kerámia falikorongok)
- 2024 - Ars Sacra Festival 2024 . Az igazság békét teremt c. kiállítás, Szent István Hitoktatási és Művelődési Ház Szent Korona Galéria, Székesfehérvár (Kiállítva: Meditáció c. kerámia) [16]

### Művei közgyűjteményekben, illetve köztéren
- Polgármesteri Hivatal Székesfehérvár: Korpusz (kerámia), Honfoglalás (kerámia)
- Móri Művészeti Szabadiskola: Mag (kerámia), Szkíták, (kerámia)
- Faluház Decs: Korpusz (kerámia)
- Városi Könyvtár, Székesfehérvár: Korpusz (kerámia)
- Úrhidai Óvoda, Úrhida: Falikorong az óvoda fennállásának 20. évfordulójára (kerámia)
- Katona József Múzeum, Kecskemét: Stigma (kerámia)
- Szent István Király Múzeum, Székesfehérvár, Zöld bolygó (kerámia)[17]
- Szent István Művelődési Ház, Belső udvar, Székesfehérvár: Málczai Márki Béla emléktábla (kerámia)

## Díjak, elismerések
- 1993 Megyei Művelődési Központ, Székesfehérvár, A zsűri elismerő oklevele és díja
- 1993 Országos Autodidakta Kiállítás, Szolnok, A zsűri elismerő oklevele és díja
- 1994 Őszi Tárlat Megyei Művelődési Központ, Székesfehérvár Székesfehérvár város díja
- 1995 Fejér megyei Őszi Tárlat, Szent István Király Múzeum Székesfehérvár, Székesfehérvár város díja
- 1996 Millecentenáriumi kiállítás, Pelikán Galéria, Székesfehérvár, Fejér megye díja
- 2000 "Magyarország 1000 – és Európa 2000 éve" Magyarpolány, A zsűri díja
- 2000 Fehérvári Szalon, Szent Korona Galéria, Szent István Művelődési Ház Székesfehérvár, A zsűri fődíja
- 2016 – Az 1956-os sortűz emlékére rendezett 3. Országos kiállítás, Mosonmagyaróvár, A zsűri különdíja
- 2017 – 25 éves a Székesfehérvári Művészek Társasága,  A magvas gondolatért díj
- 2019 – Székesfehérvári Művészek Társasága Recycling című csoportos kiállítás, közönségdíj
- 2024 - Magyar Ezüst Érdemkereszt - Állami kitüntetés[18] - A kerámia-szobrászat területén alkotott, az ősi magyar mondavilágot és motívumkincset megjelenítő és feldolgozó, egyedi formavilágú, közel fél évszázados alkotóművészeti tevékenysége, valamint a fiatal művészgenerációkra gyakorolt inspiráló hatása elismeréséül.

## Bibliográfia (válogatás)
Neményi László: Agyagba álmodott költészet Fejér Megyei Nap 1994.okt.19.p. 6. kép
Péntek Imre: Kiállítások a millecentenárium jegyében Fehérvári Polgár 1997.II.évf.7.sz.
Zágoni Erzsébet: Képzőművészeink ősz "svédasztala" Fejér Megyei Hírlap 1995.nov.6.
Péntek Imre: A Móri Szabadiskola termékeny vonzásában Fejér Megyei Hírlap 1996.okt.18.
Csató József: A kerámiaszobrász. Maraton 1997.aug.13. (ill.) Szabad Föld 1997.nov.25. (ill.)
Péntek Imre: Őszi Tárlat – örömökkel, kételyekkel, kérdőjelekkel Fejér Megyei Hírlap 1997.nov.17.
-la.: Szomszédból jött rangos művészek. Fejér Megyei Hírlap.LIV.évf.64.sz.
Zágoni Erzsébet. : A tavaszt köszönti a Pelikán Galéria tárlata FMH.1998. ápr. 2.
Péntek Imre: Teljességre törekvő körkép. Fejér Megyei Hírlap 1998. szept. 7.
Péntek Imre: Csempészett derű, Fejér Megyei Hírlap 1999. Júni.21.
Csató József: A kerámiaszobrász Fehérvári Polgár 1999.szeptember
Gábor Gina: A napmadár és a többiek ... Fejér Megyei Hírlap 2000. június 6.(ill.)
Csató József: A díjnyertes kerámiaszobrász Fehérvári Polgár 2000. Július
Gábor Gina: Fehérvári Szalon Fejér Megyei Hírlap 2000. szeptember (ill)
Csató József: Fehérvári Szalon, Fődíjas: Miklós János, Fehérvári Polgár október (ill)
Ki Kicsoda Székesfehérváron 2000
Kortárs Magyar Művészeti Lexikon szerk.: Fitz Péter
Csató József: Miklós János kerámiaszobrász kiállításai, Fehérvári Polgár 2001.febr.
Kulich Erzsébet: Összetett, sorozatszerű képtípusok, Fejér Megyei Hírlap 2001. Április 17.(ill.)
Á.J.: A négy őselem egymásnak feszülése a kerámiaszobrász alkotásaiban, Veszprém megyei Napló 2001. Április (ill.)
Neményi László: Elemi őserő és éteri érzékenység Árgus 2001/2(ill.)
Zágoni Erzsébet: Elemi őserő és éteri érzékenység, Fejér Megyei Hírlap 2001.április 13. (ill.)
Gábor Gina: A Parázs Csoport kerámiái, Fejér Megyei Hírlap 2001. június 11.
Magyar Iparművészet 4/3 7. old.ill.
B Kiss László: A tájképpel a négyzet felesel. Fejér Megyei Hírlap 2002. január 15.
Szabó Zoltán: Miklós-mitológia, avagy anyag és forma harmóniája, Fejér Megyei Hírlap, 2003.február 10. Ill.
Bogmér Farkas: Egy másmilyen köznap, Árgus 2003/8
Zágoni Erzsébet: Móricz Márky-kerámiája 2008.november 27.
Fábián Sándor: A világ szobrászainak lexikona 2008
Szakolczay Lajos kiállításmegnyitója a KERÁMIAFESTMÉNYEK önálló kiállításhoz 2011
B.Kiss László: Keramikus kiállítása, Fejér Megyei Hírlap, 2011.augusztus.12.
Szabó Zoltán: A nagy londoni túra, Fejér Megyei Hírlap, 2012. szeptember 19.
Labirintus, Művészet Malom Szentendre 2014 MAOE kiadványa, 209, 339. old.
Szabó Zoltán: Énekművész és keramikus, Fejér Megyei Hírlap, 2015.január 21. (ill.)
Szabó Zoltán: Kerek világ – Miklós János öreghegyi kiállítása, Fejér Megyei Hírlap, 2015. febr. 11. (ill.)
Szakolczay Lajos: Ősiség és modern életérzés – a korongtól a forgó testig, VÁR Irodalmi és közéleti folyóirat 2015/1. XI. 115-118. oldal (ill.)
Harmónia, MűvészetMalom Szentendre 2015 MAOE kiadványa, 263, 443, 467 old.
Itt és most, Képzőművészeti Nemzeti Szalon 2015 Műcsarnok kiadványa, 342/434
Bokros Judit: Játékos önportrék, Fejér Megyei Hírlap, 2017. szeptember 16.
Kukorelly Endre: Mindig, mindig stb. Új Művészet, 2017 október (ill.)
Bokros Judit Szabad és sokszínű Fejér Megyei Hírlap, 2019. április 6. (ill.)
Bokros Judit Recycling, művészien Fejér Megyei Hírlap, 2019. április 27.
V Varga József Absztrakt fuvallatok Fejér Megyei Hírlap, 2019. augusztus 10.
Majer Tamás: Természetből fakadó különös rend Fejér Megyei Hírlap, 2019. augusztus 24.
Majer Tamás Miklós János 70 éves Fejér Megyei Hírlap, 2020. június 13. (ill.)
Vakler Lajos: A jövő régészeti leletei, FehérVár közéleti hetilap, 2020.01.18.